# Syskon

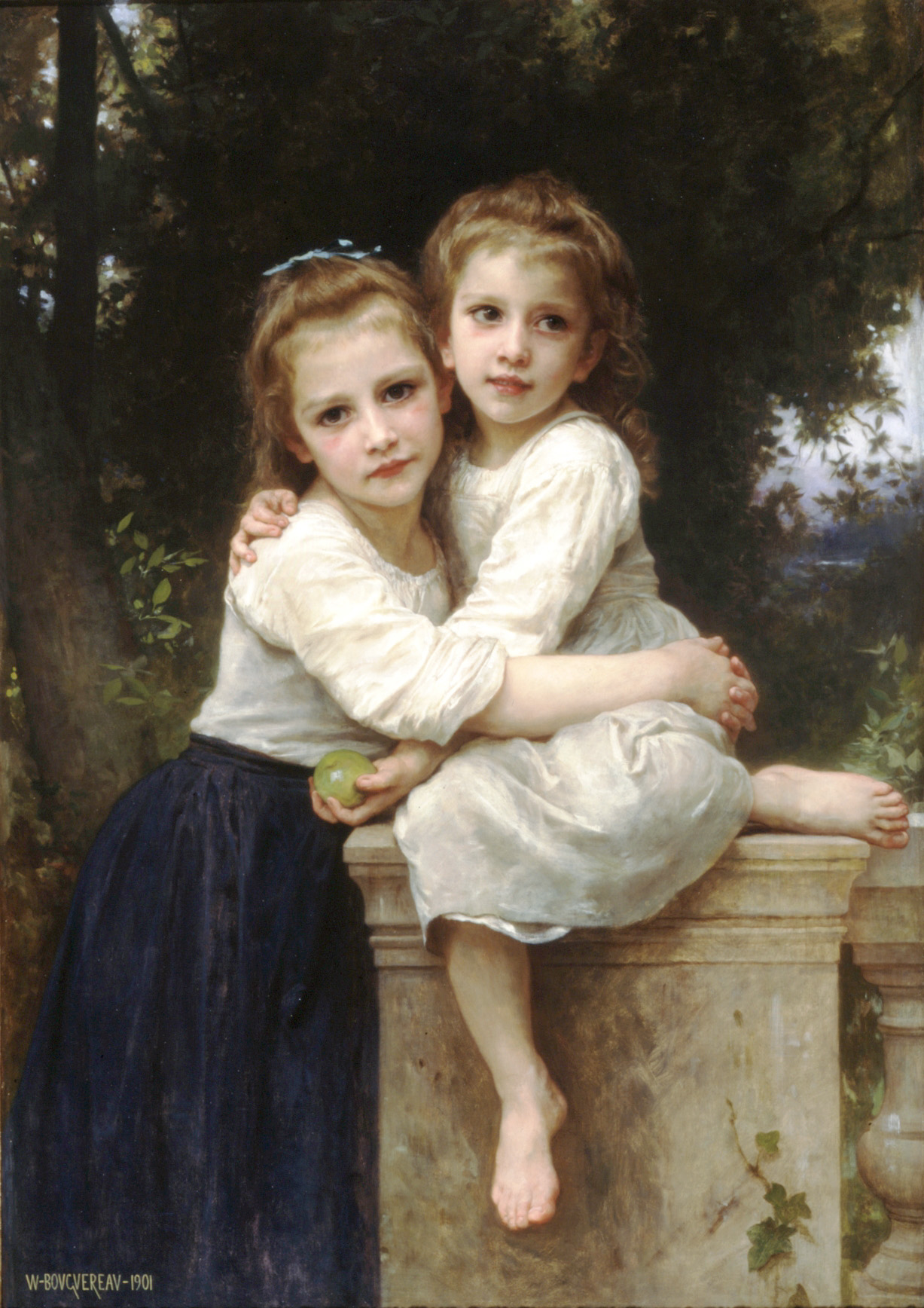
Två systrar, av William Bouguereau 1901.

Syskon kan innebära flera olika sorters relationer som två personer har till varandra. Ett manligt syskon är en bror och ett kvinnligt syskon är en syster.

## Biologiska syskon
Helsyskon kallas personer som har två gemensamma biologiska föräldrar.
Halvsyskon (halvbror, halvsyster) kallas personer som endast har en gemensam biologisk förälder. De kan dela samma mamma men ha olika pappor eller de kan ha samma pappa men olika mammor.
Tre fjärdedels-syskon är ett begrepp som främst används av genetiker/DNA-släktforskare och syftar på halvsyskon som genom ett ytterligare nära släktskap till varandra är närmare genetiskt släkt än vad halvsyskon normalt är och därför kan kallas 3/4-syskon i stället för halvsyskon. 3/4-syskon har en gemensam förälder, samtidigt som de två föräldrar som inte är gemensamma är mycket nära släkt med varandra. Deras släktskap är systrar, mor/dotter, bröder eller far/son, d.v.s. ett släktskap av första graden, där man delar i genomsnitt 50 % av sitt DNA. Det innebär att 3/4-syskon, utöver att vara halvsyskon, antingen är kusiner till varandra eller att den ena är halvsyskons barn till den andra. Det kan t.ex. vara att en man får barn med två systrar. Dessa barn är då halvsyskon på sin fars sida och kusiner på sin mors sida. 3/4-syskon delar i genomsnitt 37,5 % av sitt DNA, vilket ligger precis i mitten mellan genomsnittet för halvsyskon (25 %) och genomsnittet för helsyskon (50 %).

## Icke biologiska syskon
Två personer som inte är släkt, men som har varsin förälder som gifter sig med varandra kan kallas styvsyskon (jämför styvfamilj). Sedan kan man även använda sig av termerna adoptivsyskon (ett adopterat syskon) och fostersyskon (fosterhemsplacerade personer/barn).

## Födelseordning
Födelseordning är en persons rang efter ålder bland syskon. Vanligtvis klassificerar forskare syskon som "äldsta", "mellanbarn" och "yngsta".

## Syskons avkomma
Två syskons barn blir kusiner till varandra och syskonens barnbarn blir sysslingar till varandra. Med mer precisa termer är det dock så att om syskonen är halvsyskon, så blir barnen halvkusiner och barnbarnen halvsysslingar.

## Närliggande termer
Syskonbarn är barn till ett syskon. En ålderdomlig betydelse av ordet syskonbarn, som kan påträffas i äldre litteratur och lagtext, är kusin.
Det är på liknande sätt med ordet brorsbarn. En ålderdomlig betydelse av ordet, som kan påträffas i äldre litteratur, är kusin på fädernet, d.v.s. två bröders barn i förhållande till varandra. Ordet kan dock i äldre litteratur även ha samma betydelse som det har i dag, d.v.s. barn till en bror.

## Mängd gemensamt DNA
Tabellen visar hur mycket DNA som två syskon i genomsnitt har gemensamt med varandra – fyra gånger så mycket som är fallet för kusiner. Tabellens nedre del innehåller exempel på syskon med två släktskap till varandra – halvsyskon och samtidigt ett släktskap till.
| Släktskap | Mängd gemensamt DNA  | Antal släktskap |
| --- | -------------------- | --------------- |
| Halvsyskon | 25 %                 | 1               |
| Syskon (helsyskon) | 50 %                 | 1               |
| Enäggstvillingar | Cirka 100 %          | 1               |
| |                      |                 |
| Halvsyskon och samtidigt sysslingar, d.v.s. de icke gemensamma föräldrarna är kusiner                                                      | 28,13 %              | 2               |
| Halvsyskon och samtidigt halvkusiner, d.v.s. de icke gemensamma föräldrarna är halvsyskon                                                  | 31,25 %              | 2               |
| 3/4-syskon variant 1 – halvsyskon och samtidigt kusiner, d.v.s. de icke gemensamma föräldrarna är syskon                                   | 37,5 %               | 2               |
| 3/4-syskon variant 2 – halvsyskon och samtidigt halvsyskons barn, d.v.s. de icke gemensamma föräldrarna är förälder och barn till varandra | 37,5 %               | 2               |
| Halvsyskon och samtidigt kusiner där de icke gemensamma föräldrarna är enäggstvillingar                                                    | 50 % (som helsyskon) | 2               |